# 취쑹현

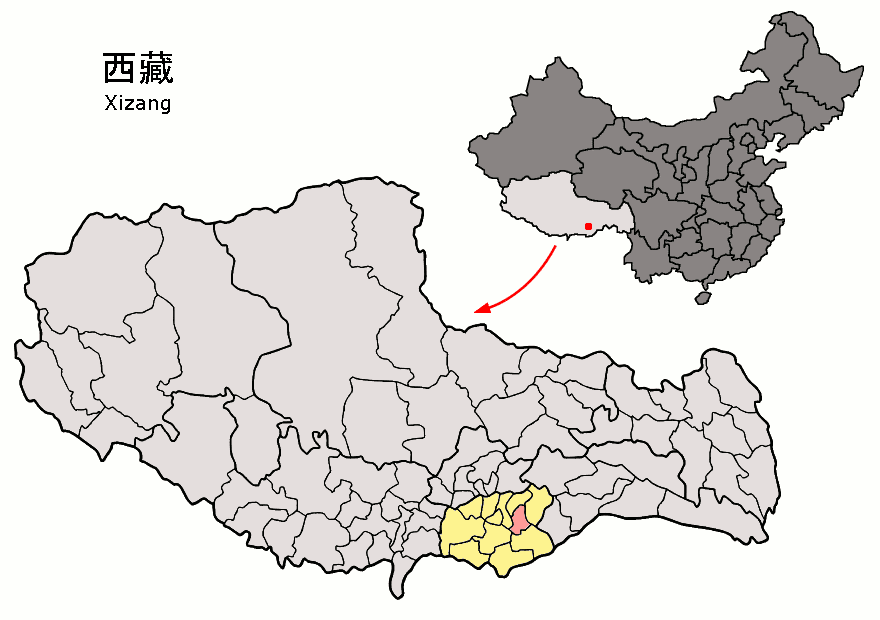
추쑴 현의 위치

취쑹현(티베트어: ཆུ་གསུམ་རྫོང་ 추쑴 종, 중국어: 曲松县, 병음: Qūsōng Xiàn)은 티베트 자치구 산난 지구의 현급 행정구역이다. 넓이는 1936km2이고, 인구는 2007년 기준으로 20,000명이다.

## 행정 구역
2개 진, 3개 향을 관할한다.
- 진: 曲松镇, 罗布沙镇.
- 향: 邱多江乡, 堆随乡, 下江乡.